# إريك عسوس
إريك عسوس (بالفرنسية: Éric Assous)‏ (30 مارس 1956 - 12 أكتوبر 2020)، هو مخرج وكاتب سيناريو وحواري وكاتب مسرحي فرنسي من مواليد تونس.

## من أعماله
- عسوس مؤلف 80 مسرحية إذاعية لقناة فرانس إنتر.
- كتب العديد من المسرحيات وكذلك سيناريوهات للتلفزيون (بما في ذلك 3 حلقات من سلسلة نيستور بورما) والسينما.
- أخرج أول فيلم روائي طويل له بعنوان «Les gens en maillot de bain ne sont pas (forcément) superficiels» في عام 2001.
- في عام 2002، صاغ كوميديًا جديدًا بعنوان «Sexes très opposés».

## الجوائز والترشيحات
- 2010: جوائز «موليير» المسرحية الفرنسية.
- 2014: الجائزة الكبرى لمسرح الأكاديمي الفرنسي لجميع أعماله المسرحية
- 2015: جائزة موليير للكتاب بالفرنسية.

## روابط خارجية
- إريك عسوس في قاعدة بيانات الأفلام على الإنترنت